# Chapelle des Carmes de Saint-Claude
La chapelle des Carmes de Saint-Claude est une ancienne chapelle de l'ordre des Carmes déchaux située dans la ville française de Saint-Claude, dans le département du Jura.

## Situation
L'édifice se situe rue de la Poyat et place des Carmes, proche de l'école de la Maîtrise et de la chapelle Expiatoire. La façade de la chapelle du couvent est visible à l’angle de la Place des Carmes.

## Histoire
La façade sur rue est inscrite au titre des monuments historiques par arrêté du 19 juillet 1977.
Les siècles des principales campagnes de construction sont le 3e quart du XVIIe siècle et le 1er quart du XVIIIe siècle. 
L'ordre des Carmes déchaux, ordre d'origine espagnole, s'établit au XVIIe siècle à Saint-Claude. Engendrant de nombreuses maisons et jardins entre la rue de la Poyat et derrière Bonneville achetés et ensuite transformés en couvent.
Elle est le principal vestige vendu à des particuliers comme bien national en 1790. Ces individus l'ont par conséquent transformé en habitations. Désiré Dalloz en fut un habitant, venu pour faire ses études au collège de Saint-Claude et afin d'y apprendre le droit.
Durant la Révolution, la chapelle servait de salle de réunion, la cheminée est l'endroit où le corps de saint Claude a été brûlé par des sans-culottes.